# Defiance (Missouri)
Pour les articles homonymes, voir Defiance.
Defiance est une census-designated place située dans le comté de Saint Charles, dans l’État du Missouri, aux États-Unis. Sa population s’élevait à 155 habitants lors du recensement de 2010.

## Source
- (en) Cet article est partiellement ou en totalité issu de l’article de Wikipédia en anglais intitulé « Defiance, Missouri » (voir la liste des auteurs).

1. ↑  (en) « Domestic Names », sur geonames.usgs.gov (consulté le 21 novembre 2023).